# Populus gansuensis
Populus gansuensis är en videväxtart som beskrevs av C. Wang och H.L. Yang. Populus gansuensis ingår i släktet popplar, och familjen videväxter. Inga underarter finns listade i Catalogue of Life.